# Bogaczów (Zielona Góra)
Pour les articles homonymes, voir Bogaczów.
Bogaczów (prononciation : [bɔˈɡat͡ʂuf] ; en allemand : Groß Reichenau) est un village polonais de la gmina de Nowogród Bobrzański dans le powiat de Zielona Góra de la voïvodie de Lubusz, dans l'ouest du pays.

## Géographie
Le village est situé dans le nord-ouest de la région historique de Basse-Silésie, proche des limites de la Basse-Lusace sur la rivière Bóbr. Il se trouve à environ 6 kilomètres au nord de Nowogród Bobrzański (siège de la gmina) et 21 kilomètres au sud-ouest de Zielona Góra (siège du powiat et de la diétine régionale de Lubusz).

## Histoire

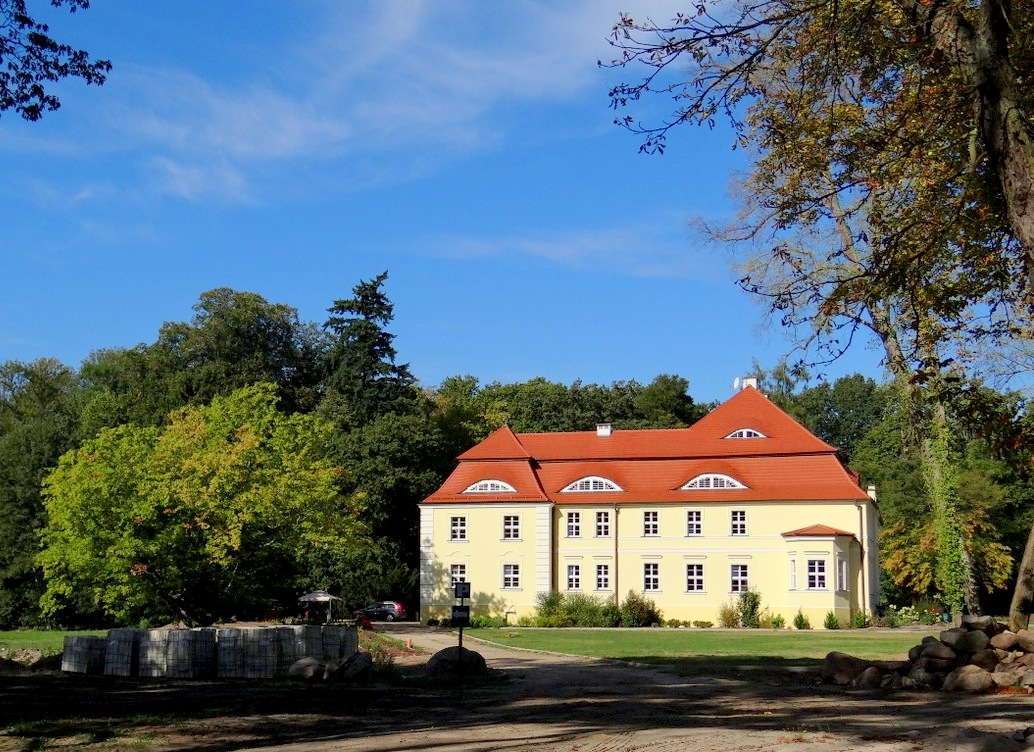
Manoir de Bogaczów.

En 1742, après la première guerre de Silésie, la région est annexée par le royaume de Prusse. Jusqu'en 1932, Groß Reichenau appartenait à l'arrondissement de Sagan et était incorporé dans le district de Liegnitz au sein de la Silésie prussienne.
Après la Seconde Guerre mondiale, avec les conséquences de la conférence de Potsdam et la mise en œuvre de la ligne Oder-Neisse, le village est intégré à la république de Pologne. La population d'origine allemande est expulsée et remplacée par des colons polonais.
De 1975 à 1998, le village appartenait administrativement à la voïvodie de Zielona Góra. Depuis 1999, il appartient administrativement à la voïvodie de Lubusz.